# Religiose dell'Assunzione
Le religiose dell'Assunzione (in latino Sorores ab Assumptione in Coelum Beatae Mariae Virginis, in francese Religieuses de l'Assomption) sono un istituto religioso femminile di diritto pontificio: le suore di questa congregazione, dette comunemente assunzioniste o dame dell'Assunzione, pospongono al loro nome la sigla R.A.

## Storia

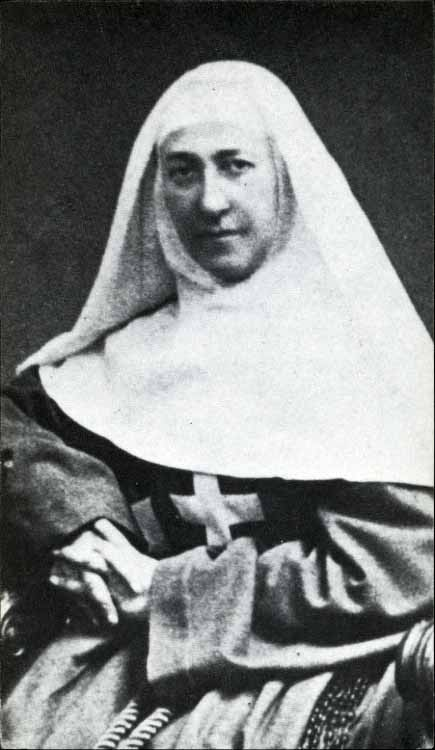
Maria Eugenia di Gesù, fondatrice della congregazione

La congregazione, sorta nel clima di rinnovamento ecclesiastico e spirituale che caratterizzò la Francia a metà del XIX secolo e che ebbe tra i massimi rappresentanti Jean-Baptiste Henri Lacordaire, venne concepita dal sacerdote Théodore Combalot che ne affidò la fondazione, avvenuta a Parigi il 30 aprile 1839, alla sua giovane discepola Anne-Eugénie Milleret de Brou (1817-1898).
Le sue costituzioni vennero approvate dall'arcivescovo di Parigi nel 1840. Gli inizi per le religiose dell'Assunzione furono difficili, soprattutto a causa della vaghezza delle intenzioni di Combalot; la Milleret de Brou trovò, invece, un valido collaboratore in Emmanuel d'Alzon, a cui diede anche l'idea di fondare gli agostiniani dell'Assunzione.
L'istituto ricevette il pontificio decreto di lode il 2 aprile 1855 e venne approvato definitivamente dalla Santa Sede l'11 aprile 1888.
Il 3 giugno 2007 la fondatrice, in religione madre Maria Eugenia di Gesù, beatificata da papa Paolo VI nel 1975, è stata proclamata santa in Piazza San Pietro a Roma da papa Benedetto XVI.

## Attività e diffusione
Le religiose dell'Assunzione si dedicano principalmente all'istruzione e all'educazione cristiana della gioventù.
Sono presenti in Europa (Belgio, Danimarca, Francia, Italia, Lituania, Regno Unito, Spagna, Svezia), in Africa (Benin, Burkina Faso, Camerun, Ciad, Costa d'Avorio, Kenya, Niger, Repubblica Democratica del Congo, Ruanda, Tanzania, Togo), nelle Americhe (Argentina, Brasile, Cile, Cuba, Ecuador, El Salvador, Guatemala, Messico, Nicaragua, Stati Uniti d'America) e in Asia (Filippine, Giappone, India, Thailandia, Vietnam); la sede generalizia è a Parigi.
Al 31 dicembre 2005, la congregazione contava 1.263 religiose in 170 case.